# Carsten Stroud
Carsten Stroud (* 10. Juli 1946 in Hull, Québec, Kanada) ist ein kanadischer Schriftsteller.

## Leben
Stroud studierte an der University of Guelph und der University of Toronto. Er arbeitete als Journalist, Bergungtaucher und Undercover-Agent. Er erhielt 1990 den Amazon.ca First Novel Award für seinen Debütroman Sniper’s Moon und 1993 den Arthur Ellis Award für Lizardskin. In Deutschland bekannt wurde Carsten Stroud mit seiner Niceville-Trilogie, einer Mischung aus Mystery, Horror und Krimi. Carsten Stroud lebt mit seiner Frau in Toronto. Er hat drei erwachsene Kinder.

## Werke (Auswahl)

### Niceville-Trilogie
- 2012: Niceville.  DuMont Buchverlag GmbH & Co. KG, ISBN 978-3-8321-6212-2 (engl. Original: Niceville, Alfred A.Knopf, New York, 2012), übersetzt von Dirk van Gunsteren
- 2013: Die Rückkehr. DuMont Buchverlag GmbH & Co. KG, ISBN 978-3-8321-6295-5 (engl. Original: The Homecoming, Alfred A.Knopf, New York, 2013), übersetzt von Robin Detje
- 2015: Der Aufbruch. DuMont Buchverlag GmbH & Co. KG, ISBN 978-3-8321-6397-6 (engl. Original: The Reckoning, Vintage Books/Penguin Random House LLC, New York, 2015), übersetzt von Daniel Hauptmann

### Weitere
- 1990: Sniper’s Moon, Bantam Books, New York, ISBN 978-0-670-82299-7
- 1993: Lizardskin, Bantam Books, New York, ISBN 978-0-553-76261-7